# Oblast' di Batumi
L'oblast di Batumi era una oblast' (provincia) del vicereame del Caucaso dell'Impero russo, con la città marittima di Batumi come centro principale. Corrispondeva approssimativamente alla gran parte dell'attuale Georgia sudoccidentale. Venne creata dal territorio ex ottomano del sangiaccato di Batumi (governato dagli ottomani dalla fine del XVI secolo).

## Demografia
Nel 1897, la popolazione totale dei distretti (okrug) di Batumi e Artvin, che in seguito avrebbero formato l'oblast' di Batumi, ammontava a 144.584. I cartvelici, inclusi principalmente gli agiari, musulmani di lingua georgiana, costituivano il 43,5% della popolazione. I turchi costituivano il secondo gruppo più numeroso con il 30,8% ed erano concentrati principalmente nell'area di Artvin (oggi facente parte della provincia di Artvin, nell'odierna Turchia in seguito al trattato di Kars). Minoranze significative includevano armeni, russi e greci del Ponto.

### Gruppi etnici nel 1897
| TOTALE     | 144.584 | 100%  |
| ---------- | ------- | ----- |
| Cartvelici | 63.012  | 43,5% |
| Turchi     | 44.667  | 30,8% |
| Armeni     | 14.939  | 10,3% |
| Russi      | 7.532   | 5,2%  |
| Greci      | 4.717   | 3,2%  |